# An Phong, Hải Phòng
Phường An Phong là một phường thuộc thành phố Hải Phòng.

## Địa lý
Phường An Phong có vị trí địa lý:
- Phía bắc giáp phường Nguyễn Đại Năng và xã Phú Thái.
- Phía nam giáp xã An Trường.
- Phía đông giáp phường An Dương.
- Phía tây giáp xã Kim Thành.

## Lịch sử
Địa giới phường An Phong trước đây thuộc huyện An Dương, sau đó đa phần thuộc quận An Dương, thành phố Hải Phòng.
Ngày 16 tháng 6 năm 2025, Ủy ban Thường vụ Quốc hội bàn hành Nghị quyết sắp xếp các đơn vị hành chính cấp xã thuộc thành phố Hải Phòng năm 2025. Theo đó, sắp xếp toàn bộ diện tích tự nhiên, quy mô dân số của phường An Hòa, phường Hồng Phong, một phần diện tích tự nhiên, quy mô dân số của phường Đại Bản, phường Lê Thiện, phường Tân Tiến và phường Lê Lợi thành phường mới có tên gọi là phường An Phong.
Căn cứ theo đề án sắp xếp đơn vị hành chính cấp xã của thành phố Hải Phòng năm 2025, phường An Phong được thành lập từ:
- Toàn bộ diện tích tự nhiên là 9,36 km², quy mô dân số là 14.701 người của phường An Hòa;
- Toàn bộ diện tích tự nhiên là 9,59 km², quy mô dân số là 14.958 người của phường Hồng Phong;
- Một phần diện tích tự nhiên 6,95 km², quy mô dân số 14.935 người của phường Lê Thiện;
- Một phần diện tích tự nhiên là 0,56 km2 của phường Tân Tiến;
- Một phần diện tích tự nhiên là 0,75 km2 của phường Lê Lợi;
- Một phần diện tích tự nhiên là 0,71 km2, quy mô dân số là 66 người của phường Đại Bản, quận Hồng Bàng.

Phường An Phong có diện tích tự nhiên là 27,92 km2 (đạt 507,64% so với quy định), quy mô dân số là 44.660 người (đạt 99,24% so với quy định).